# گروس عبدالملکیان
گروس عبدالملکیان (زادهٔ ۱۸ مهر ۱۳۵۹ تهران) شاعر معاصر ایرانی و مدرس شعر و نظریه‌ی‌ ادبی‌ست. وی دبیر بخش شعر «نشر چشمه» و برنده جوایزی چون جایزه شعر امروز ایران-کارنامه، جایزه ادبی ایتالیا «رودی» و نامزد نهایی جایزه پِن (جایزه قلم آمریکا) است. کتاب‌های وی تاکنون به چندین زبان ترجمه شده‌است.

## زندگی
گروس عبدالملکیان در ۱۸ مهر ۱۳۵۹ در محلهٔ ستارخان تهران به دنیا آمد. پدرش محمدرضا عبدالملکیان شاعر است. محمد رضا که خود اصالتا کورد و اهل بیجار است اسم طایفه خود را که گروس است  را برای پسرش انتخاب کرد. گروس عبدالملکیان نوشتن رااز ۱۱ سالگی آغاز کرد و اولین شعرهایش در مجلات کیهانِ بچه‌ها و سروش نوجوان به چاپ رسید. چنان‌که خودش اشاره می‌کند از سال ۱۳۷۷ مطالعهٔ نقد و نظریه ادبی را آغاز کرد و برخی از اولین شعرهای جدی‌اش را که بعدها در کتاب اولش منتشر شدند، در مطبوعات تخصصی آن سال‌ها از جمله کارنامه و عصر پنجشنبه منتشر کرده است. وی اولین کتابش را با عنوان پرنده پنهان در سال ۱۳۸۱ به چاپ رساند.

## آثار
''مجموعه اشعار''
- پرنده پنهان، ۱۳۸۱، دفتر شعر جوان
- رنگ‌های رفته دنیا، ۱۳۸۴، نشر آهنگ دیگر
- سطرها در تاریکی جا عوض می‌کنند، ۱۳۸۷، نشر مروارید
- حفره‌ها، ۱۳۹۰، نشر چشمه
- هیچ چیز مثل مرگ تازه نیست، ۱۳۹۲، نشر چشمه (این کتاب، گزیده‌ای‌‌ست از شعرهای گروس عبدالملکیان که با عکس همنشین شده‌اند.) این مجموعه توسط نازنین طباطبایی و با همکاری ۳۶ عکاس برجسته‌ی ایرانی از جمله عباس کیارستمی، بهمن جلالی، افشین شاهرودی، سیف‌الله صمدیان، مهران مهاجر، کریم ملک‌مدنی، رومین محتشم و... آماده شده است.
- پذیرفتن، ۱۳۹۳، نشر چشمه
- گزینه اشعار گروس عبدالملکیان، ۱۳۹۷، نشرمروارید
- سه‌گانه خاورمیانه،۱۳۹۷، نشر چشمه
- هر دو نیمه‌ی ماه تاریک است(شعرهای گروس عبدالملکیان و تابلوهای نقاشی مریم قربانی)، ۱۳۹۷، نشر چشمه[۶][۷]

## ترجمۀ آثار
- گزیده اشعار به زبان انگلیسی (نیویورک/ نشر پنگوئن/۲۰۲۰) مترجم: دکتر احمد نادعلی‌زاده، ایدرا نووی
- گزیده اشعار به زبان فرانسه (پاریس/ نشر برونو دوسی/۲۰۱۲) مترجم: فریده روا
- سه‌گانه‌ی خاورمیانه به زبان فرانسه(پاریس/ نشر برونو دوسی/ ۲۰۲۳) مترجم: فریده روا
- سه‌گانه‌ی خاورمیانه به زبان ایتالیایی (بولونیا/ نشر کارابا/۲۰۲۱) مترجم: دکتر فائزه مردانی
- گزیده اشعار به زبان آلمانی ( برمن/ نشر سوژه فرلاگ/ ۲۰۲۱) مترجم: یوتا هیمل‌رایش
- گزیده اشعار به زبان عربی (بیروت / نشر الغاوون/۲۰۱۱) مترجم: دکتر موسی بیدج
- پلی که هیچکس را به خانه اش نمی رساند به زبان عربی (کویت / نشر تکوین/۲۰۲۰) مترجم اصغر علی کرمی
- سه گانه ی خاورمیانه به زبان عربی (کویت / نشر تکوین/۲۰۲۳) مترجم اصغر علی کرمی[۸]
- سطرها در تاریکی جا عوض می‌کنند به زبان کردی (سلیمانیه عراق / نشرپاشکوی رهخنهی چاودیر/۲۰۰۸) مترجم: مریوان حلبچه‌ای
- رنگ‌های رفته دنیا به زبان کردی (سلیمانیه عراق/۲۰۰۸) مترجم: مریوان حلبچه‌ای
- گزیده اشعار به زبان سوئدی (گوتنبرگ/۲۰۱۵) مترجم: نامدار ناصر
- گزیده اشعار به زبان ترکی آذربایجانی(باکو/۲۰۱۸) مترجم: امید نجاری
- همچنین از گروس عبدالملکیان شعرهای متعددی به زبان‌های انگلیسی، فرانسه، اسپانیایی، عربی و… در نشریاتی چون:

New york times • Guernica • Lyrikline • Europe • circulodepoesia • (universe a united nation of poetry)
به چاپ رسیده‌ است.

## آثار صوتی
- آلبوم صوتی خرده‌های تاریکی (این آلبوم شامل گزیده‌ای از شعرهای گروس عبدالملکیان است که با صدای شاعر و با آهنگسازی گروه نیوش در سال ۱۳۹۲ منتشر شده است) [۱۱]
- کتاب صوتی سه‌گانه‌ی خاورمیانه (این کتاب صوتی با دکلمه‌ی مهدی پاکدل و آهنگسازی کارن همایونفر در سال ۱۴۰۰ توسط رادیو گوشه منتشر شده است)

## جوایز
- نامزد نهایی جایزه پِن (جایزه قلم آمریکا)
- برنده جایزه ادبی ایتالیا (رودی)
- برنده جایزه شعر امروز ایران- کارنامه
- برگزیده کتاب سال شعر جوان ایران
- جایزه سراسری شعرجوان کشور- بندرعباس(۲ دوره)
- جایزه سراسری شعر جوان امروز (شاخه نبات شیراز)
- جایزه شعر شب‌های شهریور

گروس عبدالملکیان تا کنون در چند جشنواره‌ی بین‌المللی از جمله جشنواره‌ی بهار شاعران در پاریس، جشنواره‌ی شعر صداهای زنده در شهر سِت در فرانسه ،جشنواره شعر مرسی‌پوئسی در سوئد، جشنواره شعر گلاویژ در سلیمانیه عراق و... شرکت داشته‌‌است.

## کارگاه شعر
گروس عبدالملکیان از سال ۱۳۸۵ کارگاه‌های متعددی را در زمینه شعر و نظریه ادبی در موسسه‌های شهر کتاب، بهاران، خوانش، حرکت؛ و همچنین دانشگاه‌ علامه طباطبایی و دانشگاه‌ شهید بهشتی و … برگزار کرده‌است.
وی همچنین دبیر جایزه شعر بهاران است که توسط موسسه بهاران، طی دو دوره در سال‌های ۱۳۹۶ و ۱۳۹۷ با داوری شاعران و منتقدانی چون ضیا موحد، عباس صفاری، شهاب مقربین، بهزاد خواجات و اکبر اکسیر برگزار شد.